# Lake Koputara
Der Lake Koputara ist ein See im Horowhenua District der Region Manawatū-Whanganui auf der Nordinsel von Neuseeland.

## Geographie
Der Lake Koputara befindet sich rund 7 km nordnordwestlich von Foxton und rund 3 km östlich von der Westküste entfernt. Der 11,5 Hektar große See liegt nördlich angrenzend zu einem Feuchtgebiet, zu dem noch zwei 150 m und 400 m entfernt liegende und 5,4 und 6,2 Hektar große Nachbarseen gehören. Der Lake Koputara erstreckt sich bei einem Seeumfang von rund 1,85 km über eine Länge von rund 510 m in Nord-Süd-Richtung und über eine Breite von rund 365 m in Ost-West-Richtung.
Der See besitzt eine maximale Tiefe von rund 1 Meter und sein Wassereinzugsgebiet wird vom Land Air Water Aotearoa mit 1066 Hektar angegeben. Da der See aber an verschiedene, von der Landwirtschaft geschaffenen Kanäle angebunden ist und u. a. mit seinen Nachbarseen darüber in Verbindung steht, kann anhand der Datenlage nicht geklärt werden, wie sich der Wasserzulauf und Ablauf des Sees gestaltet.